# Lelić
Lelić (în sârbă Лелић) este un sat din comuna Valjevo, Serbia. Conform recensământului din 2002, satul avea o populație de 568 de persoane.

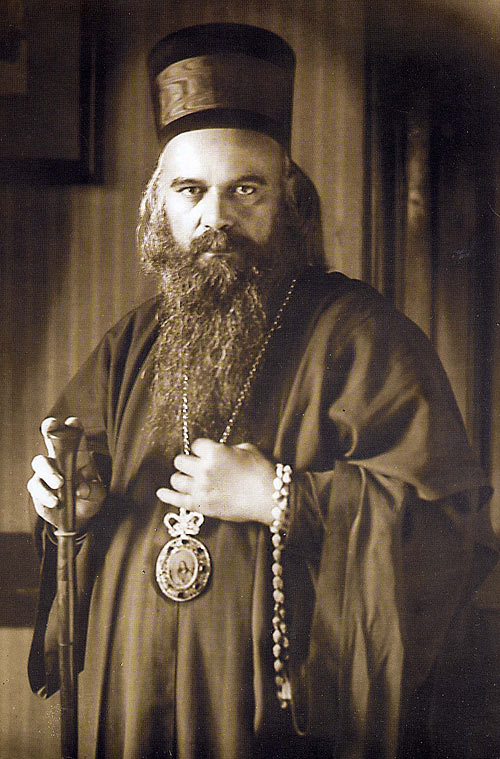
Nikolai Velimirović

Sfântul Nikolai Velimirović (episcop de Ohrida și Žiča) al Bisericii Ortodoxe Sârbe este înmormântat acolo, alături de părinți și de nepotul său.
În apropierea satului se află Mănăstirea Lelić, la 11 km distanță de orașul Valjevo.

## Date demografice
Satul Lelić găzduiește 486 de adulți, cu o vârstă medie de 45,9 ani (43,9 pentru bărbați și 47,9 pentru femei). În localitate există 182 de gospodării, iar numărul mediu de membri pe gospodărie este de 3,00.
Această așezare este populată în mare parte de sârbi (conform recensământului din 2002), iar la ultimele trei recensăminte s-a înregistrat o scădere a populației.

## Obiective
- Mănăstirea Ćelije